# Harvey Vale
Harvey James Vale (Haywards Heath, Inglaterra, 11 de septiembre de 2003) es un futbolista británico que juega en la demarcación de centrocampista en el Queens Park Rangers F. C. de la EFL Championship de Inglaterra.

## Biografía
Tras formarse como futbolista en las categorías inferiores del Chelsea F. C., finalmente el 22 de diciembre de 2021 debutó con el primer equipo en la Copa de la Liga contra el Brentford F. C. El encuentro finalizó con un resultado de 0-2 a favor del conjunto londinense tras el gol de Jorginho y un autogol de Pontus Jansson. También jugó en las semifinales del torneo, ante el Tottenham Hotspur F. C., y otros tres partidos en la FA Cup antes de ser cedido el 1 de septiembre de 2022 al Hull City A. F. C. En este equipo solo disputó tres encuentros y en agosto del año siguiente fue prestado al Bristol Rovers F. C.
El 3 de febrero de 2025 fue traspasado al Queens Park Rangers F. C., aunque no iba a poder jugar hasta la siguiente temporada debido a una lesión.

## Estadísticas

### Clubes
| Club | Div.          | Temporada     | Liga  | Liga  | Copas nacionales(1) | Copas nacionales(1) | Copas internacionales | Copas internacionales | Total | Total |
| Club | Div.          | Temporada     | Part. | Goles | Part.               | Goles               | Part.                 | Goles                 | Part. | Goles |
| --- | ------------- | ------------- | ----- | ----- | ------------------- | ------------------- | --------------------- | --------------------- | ----- | ----- |
| Chelsea F. C. Inglaterra                                                                                     | 1.ª           | 2021-22       | 0     | 0     | 5                   | 0                   | 0                     | 0                     | 5     | 0     |
| Hull City A. F. C. Inglaterra                                                                                | 2.ª           | 2022-23       | 2     | 0     | 1                   | 0                   | ―                     | ―                     | 3     | 0     |
| Hull City A. F. C. Inglaterra                                                                                | Total club    | Total club    | 2     | 0     | 1                   | 0                   | 0                     | 0                     | 3     | 0     |
| Bristol Rovers F. C. Inglaterra                                                                              | 3.ª           | 2023-24       | 39    | 2     | 8                   | 1                   | ―                     | ―                     | 47    | 3     |
| Bristol Rovers F. C. Inglaterra                                                                              | Total club    | Total club    | 39    | 2     | 8                   | 1                   | 0                     | 0                     | 47    | 3     |
| Chelsea F. C. Inglaterra                                                                                     | 1.ª           | 2024-25       | 0     | 0     | 0                   | 0                   | 2                     | 0                     | 2     | 0     |
| Chelsea F. C. Inglaterra                                                                                     | Total club    | Total club    | 0     | 0     | 5                   | 0                   | 2                     | 0                     | 7     | 0     |
| Total carrera                                                                                                | Total carrera | Total carrera | 41    | 2     | 14                  | 1                   | 2                     | 0                     | 57    | 3     |
| (1) Incluye datos de Copa de la Liga, FA Cup y EFL Trophy. (2) Incluye datos de Liga Conferencia de la UEFA. |               |               |       |       |                     |                     |                       |                       |       |       |